# Grand Prix Austrii 1985
Grand Prix Austrii 1985 (oryg. Grosser Preis von Österreich) – 10. runda Mistrzostw Świata Formuły 1 w sezonie 1985, która odbyła się 18 sierpnia 1985, po raz 16. na torze Österreichring.
23. Grand Prix Austrii, 17. zaliczane do Mistrzostw Świata Formuły 1.

## Klasyfikacja
| Legenda oznaczeń w tabelach wyników Wyświetl szablon na nowej stronie | Legenda oznaczeń w tabelach wyników Wyświetl szablon na nowej stronie                                                                     |
| Oznaczenie                                                            | Wyjaśnienie |
| --------------------------------------------------------------------- | --- |
| Złoty                                                                 | Zwycięzca lub mistrzostwo |
| Srebrny                                                               | 2. miejsce lub wicemistrzostwo |
| Brązowy                                                               | 3. miejsce lub II wicemistrzostwo |
| Zielony                                                               | Ukończył, punktował (w klasyfikacji generalnej, gdy zdobył co najmniej jeden punkt na przestrzeni sezonu, poza trzema powyższymi opcjami) |
| Niebieski                                                             | Ukończył, nie punktował (w klasyfikacji generalnej, gdy nie zdobył co najmniej jednego punktu na przestrzeni sezonu)                      |
| Czerwony                                                              | Nie zakwalifikował się (NZ) |
| Czerwony                                                              | Nie prekwalifikował się (NPK) |
| Różowy                                                                | Nie ukończył (NU) |
| Różowy                                                                | Niesklasyfikowany (NS) (w klasyfikacji generalnej, gdy nie został sklasyfikowany w żadnym wyścigu sezonu)                                 |
| Czarny                                                                | Zdyskwalifikowany (DK) |
| Czarny                                                                | Wykluczony (WYK/EX) |
| Biały                                                                 | Nie wystartował (NW) |
| Biały                                                                 | Kontuzjowany (K/INJ) |
| Biały                                                                 | Wyścig odwołany (OD/C) |
| Bez koloru                                                            | Został wycofany (WYC/WD) |
| Bez koloru                                                            | Nie przybył (NP/DNA) |
| Bez koloru                                                            | Nie brał udziału w treningach (NT/DNP) |
| Bez koloru                                                            | Nie został zgłoszony (–) |
| Pogrubienie                                                           | Start z pole position |
| Kursywa                                                               | Najszybsze okrążenie wyścigu |
| †                                                                     | Nie ukończył, ale jego rezultat został zaliczony ze względu na przejechanie więcej niż 90% dystansu wyścigu.                              |
| *                                                                     | Sezon w trakcie |
| 1/2/3                                                                 | Punktowana pozycja w sprincie kwalifikacyjnym                                                                                             |
| Lista systemów punktacji Formuły 1                                    | |

| Poz | Nr | Kierowca           | Konstruktor            | Okrążenia | Czas/powód NU   | Poz. startowa | Punkty |
| --- | -- | ------------------ | ---------------------- | --------- | --------------- | ------------- | ------ |
| 1   | 2  | Alain Prost        | McLaren-TAG            | 52        | 1:20:12.583     | 1             | 9      |
| 2   | 12 | Ayrton Senna       | Lotus-Renault          | 52        | + 30.002        | 14            | 6      |
| 3   | 27 | Michele Alboreto   | Ferrari                | 52        | + 34.356        | 9             | 4      |
| 4   | 28 | Stefan Johansson   | Ferrari                | 52        | + 39.073        | 12            | 3      |
| 5   | 11 | Elio de Angelis    | Lotus-Renault          | 52        | + 1:22.092      | 7             | 2      |
| 6   | 8  | Marc Surer         | Brabham-BMW            | 51        | +1 okrążenie    | 11            | 1      |
| 7   | 3  | Stefan Bellof      | Tyrrell-Renault        | 49        | Brak paliwa     | 22            |        |
| 8   | 18 | Thierry Boutsen    | Arrows-BMW             | 49        | +3 okrążenia    | 16            |        |
| 9   | 24 | Huub Rothengatter  | Osella-Alfa Romeo      | 48        | +4 okrążenia    | 24            |        |
| 10  | 15 | Patrick Tambay     | Renault                | 46        | Silnik          | 8             |        |
| NU  | 26 | Jacques Laffite    | Ligier-Renault         | 43        | Wypadek         | 15            |        |
| NU  | 29 | Pierluigi Martini  | Minardi-Motori Moderni | 40        | Zawieszenie     | 23            |        |
| NU  | 1  | Niki Lauda         | McLaren-TAG            | 39        | Silnik          | 3             |        |
| NU  | 17 | Gerhard Berger     | Arrows-BMW             | 33        | Turbosprężarka  | 17            |        |
| NU  | 19 | Teo Fabi           | Toleman-Hart           | 31        | Elektronika     | 6             |        |
| NU  | 16 | Derek Warwick      | Renault                | 29        | Silnik          | 13            |        |
| NU  | 10 | Kenny Acheson      | RAM-Hart               | 28        | Silnik          | 23            |        |
| NU  | 7  | Nelson Piquet      | Brabham-BMW            | 26        | Ukł. wydechowy  | 5             |        |
| NU  | 5  | Nigel Mansell      | Williams-Honda         | 25        | Silnik          | 2             |        |
| NU  | 22 | Riccardo Patrese   | Alfa Romeo             | 25        | Silnik          | 10            |        |
| NU  | 30 | Jonathan Palmer    | Zakspeed               | 17        | Silnik          | 25            |        |
| NU  | 9  | Philippe Alliot    | RAM-Hart               | 16        | Turbosprężarka  | 21            |        |
| NU  | 25 | Andrea de Cesaris  | Ligier-Renault         | 13        | Wypadek         | 18            |        |
| NU  | 23 | Eddie Cheever      | Alfa Romeo             | 6         | Turbosprężarka  | 20            |        |
| NU  | 6  | Keke Rosberg       | Williams-Honda         | 4         | Ciśnienie oleju | 4             |        |
| NW  | 20 | Piercarlo Ghinzani | Toleman-Hart           | 0         | Nie wystartował | 19            |        |
| NZ  | 4  | Martin Brundle     | Tyrrell-Ford           |           |                 |               |        |